# باربارا اورست
باربارا اورست (انگلیسی: Barbara Everest; ۱۹ ژوئن ۱۸۹۰ – ۹ فوریهٔ ۱۹۶۸) هنرپیشه سینما و تئاتر اهل انگلستان بود. وی بین سال‌های ۱۹۱۶ تا ۱۹۶۸ میلادی فعالیت می‌کرد.

## گزیده فیلمشناسی
از فیلم‌ها یا برنامه‌های تلویزیونی که وی در آن نقش داشته‌است می‌توان به چراغ گاز (۱۹۴۴)، مأموریت به مسکو (۱۹۴۳)، ال سید (۱۹۶۱)، دره تصمیم (۱۹۴۵)، جین ایر (۱۹۴۳)، شبح اپرا (۱۹۴۳)، نخست‌وزیر (۱۹۴۱)، جهان، جسد و شیطان (۱۹۵۹)، چتر (۱۹۳۳) و دوهمسری (۱۹۲۱) اشاره کرد.